# Francis Kova Zoumanigui
Francis Kova Zoumanigui, est un homme de droit guinéen.
Il est le Président de la Cour de répression des infractions économiques et financières de la république de Guinée depuis le 17 janvier 2024,, et succède à Noël Kolomou,.

## Carrière professionnelle
Il est Président de section au Tribunal de commerce de Conakry en 2021 et juge.
Il instruit des procès contre de hauts cadres de l'État guinéen, par exemple en 2022 contre Amadou Damaro Camara, ancien président de l’Assemblée nationale guinéenne ou encore Alpha Condé.
Francis Kova Zoumanigui est président de la cour de répression des infractions économiques et financières de la république de Guinée depuis le 14 janvier 2024, avant d'être le président, il était le président de la chambre de jugement de la même institutions,,.